# Ириновка (Крым)
Ири́новка (укр. Іринівка, крымскотат. İrinovka, Ириновка) — исчезнувшее село в Джанкойском районе Республики Крым, располагавшееся на востоке района, на берегу Сиваша, примерно в 2 км к северу от современного села Апрелевка.

## История
Впервые в исторических документах селение упоминается в Статистическом справочнике Таврической губернии 1915 года, согласно которому в деревне Ириновка (1-й участок отрубов на земле Крестьянского поземельного банка) Ак-Шеихской волости Перекопского уезда числилось 21 двор (все дворы с землёй) с русским населением в количестве 190 человек приписных жителей и 12 — «посторонних», из которых 97 мужчин и 105 женщин. Жители владели 420 десятинами удобной земли. В хозяйствах имелось 84 лошади, 22 коровы и 44 головы мелкого скота.
После установления в Крыму Советской власти, по постановлению Крымревкома от 8 января 1921 года № 206 «Об изменении административных границ» была упразднена волостная система и в составе Джанкойского уезда был создан Джанкойский район. В 1922 году уезды преобразовали в округа. 11 октября 1923 года, согласно постановлению ВЦИК, в административное деление Крымской АССР были внесены изменения, в результате которых округа были ликвидированы, основной административной единицей стал Джанкойский район и село включили в его состав. Согласно Списку населённых пунктов Крымской АССР по Всесоюзной переписи 17 декабря 1926 года, в селе Ириновка Антониновского сельсовета Джанкойского района, числилось 14 дворов, все крестьянские, население составляло 64 человека, все русские. После создания в 1935 году Колайского района (переименованного 14 декабря 1944 года в Азовский район) село включили в его состав. Время упразднения села пока не установлено — в последний раз оно встречается на двухкилометровой карте РККА 1942 года.